# Hydriomena renunciata
Hydriomena renunciata är en fjärilsart som beskrevs av Walker 1862. Hydriomena renunciata ingår i släktet Hydriomena och familjen mätare. Inga underarter finns listade i Catalogue of Life.